# Peoria Heights
Peoria Heights is een plaats (village) in de Amerikaanse staat Illinois, en valt bestuurlijk gezien onder Peoria County en Tazewell County en Woodford County.

## Demografie
Bij de volkstelling in 2000 werd het aantal inwoners vastgesteld op 6635.
In 2006 is het aantal inwoners door het United States Census Bureau geschat op 6257, een daling van 378 (-5,7%).

## Geografie
Volgens het United States Census Bureau beslaat de plaats een oppervlakte van
17,9 km², waarvan 6,8 km² land en 11,1 km² water.

## Plaatsen in de nabije omgeving
De onderstaande figuur toont nabijgelegen plaatsen in een straal van 12 km rond Peoria Heights.